# 杏林大学医学部付属杉並病院
杏林大学医学部付属杉並病院（きょうりんだいがくいがくぶふぞくすぎなみすぎなみびょういん）は、東京都杉並区和田にある医療機関である。学校法人杏林学園が運営している。

## 沿革
1952年8月、交成病院として中野区弥生町に開院。当初の病床数は23であった。
1960年6月に「立正佼成会附属佼成病院」に改称。翌年7月には結核病床15を含み、病床数338に達した。
施設の老朽化と耐震補強の観点から病院の移転を決定。杉並区和田二丁目の旧・日立製作所和田寮跡地を取得し、2014年9月20日に移転完了。新病院の建設担当は竹中工務店。病床数は340。
2024年3月31日に学校法人杏林学園に事業譲渡し、翌4月1日より､「杏林大学医学部付属杉並病院」として開設。

## 診療科
- 内科
- 消化器内科
- 糖尿病内科
- 腎臓・リウマチ膠原病内科
- 呼吸器内科
- 神経内科
- 循環器内科
- 外科
- 小児科
- 脳神経外科
- 産婦人科
- 整形外科
- 形成外科
- リハビリテーション科
- 眼科
- 耳鼻咽喉科
- 皮膚科
- 泌尿器科
- メンタルヘルス科
- 放射線科
- 緩和ケア科
- 病理診断科
- 麻酔科
- 救急部

## 医療機関の指定等
- 保険医療機関
- 救急告示医療機関
- 労災保険指定医療機関
- 指定自立支援医療機関（更生医療・育成医療・精神通院医療）
- 身体障害者福祉法指定医の配置されている医療機関
- 生活保護法指定医療機関
- 結核指定医療機関
- 戦傷病者特別援護法指定医療機関
- 原子爆弾被害者医療指定医療機関
- 原子爆弾被害者一般疾病医療取扱医療機関
- 公害医療機関
- 母体保護法指定医の配置されている医療機関
- 災害拠点病院
- 臨床研修指定病院
- 臨床修練指定病院
- DPC対象病院
- 公益財団法人日本医療機能評価機構認定病院[4]

## 交通アクセス
- 東京メトロ丸ノ内線 方南町駅下車徒歩11分
- 京王バス 宿35・永72 杏林大学杉並病院バス停（構内）下車すぐ
- 京王バス 渋66・中87、都営バス 渋66・宿91 杏林大学杉並病院前バス停（環七通り上） 下車1分